# Kleingebiet Mezőtúr
Das Kleingebiet Mezőtúr (ungarisch Mezőtúri kistérség) war bis Ende 2012 eine ungarische Verwaltungseinheit (LAU 1) im Südosten des Komitat Jász-Nagykun-Szolnok in der Nördlichen Großen Tiefebene. Während der Verwaltungsreform 2013 erfuhr die Zuordnung der Ortschaften keine Änderung. Alle fünf Ortschaften wurden in den nachfolgenden Kreis Mezőtúr (ungarisch Mezőtúri járás) übernommen.
Ende 2012 lebten auf einer Fläche von 725,74 km² 27.798 Einwohner. Die Bevölkerungsdichte des bevölkerungsärmsten Kleingebiets war mit 38 Einwohnern/km² die niedrigste im Komitat.
Der Verwaltungssitz befand sich in der Stadt Mezőtúr (17.111 Ew.). Túrkeve (8.869 Ew.) besaß ebenfalls das Stadtrecht. Die drei Gemeinden (ungarisch község) hatten zusammen 1.818 Einwohner (also 606 Ew. auf 66,50 km² je Gemeinde). 

## Ortschaften
| Kétpó | Mesterszállás | Mezőhék | Mezőtúr | Túrkeve |